# Sorkun
Sorkunde Rubio Antotegui, més coneguda pel nom artístic Sorkun, (Errenteria, 29 de gener de 1977) és una cantant i compositora basca. Ha enregistrat tres discos, ha format part de la banda de rock Kashbad durant la dècada de 1990 i ha col·laborat al costat de bandes i músics com Negu Gorriak, Joxe Ripiau, Flitter o, sobretot, Fermin Muguruza.

## Discografia

### Àlbums en solitari
- Onna (Metak, 2002) CD
- Duna (Kontrakalea-Metak, 2005) CD
- Sorkun & Vice Presidentes (PIAS, 2008) CD
- Ziklomorphosia (Srgntx Koop, 2015) CD

### Participacions en recopilatoris
- «Gizaki hauskorra» a Metak. 2001-2003 (Metak, 2003) CD-llibre
- «Pistola aluan» a Basque Planet (Wagram, 2004) CD
- «Hator» a Gure Irratia (Gure Irratia-Gara, 2005) CD

### Àlbums amb Kashbad
- Kashbad (Esan Ozenki, 1996) CD
- Distantzia (Esan Ozenki, 1997) CD
- Hesiak (Esan Ozenki, 1999) CD
- Arrakala (Bonberenea Ekintzak, 2014) CD/LP.

### Vídeos
- «Lurra» (2002)
- «Heldu nazazu» (2005)
- «Goiz zen» (2008)